# Province de Limbourg (Pays-Bas)
Pour les articles homonymes, voir Limbourg (homonymie).
Le Limbourg (prononcé : /lɛ̃.buʁ/ ; en néerlandais : Limburg) est l'une des douze provinces des Pays-Bas. Il se trouve dans le sud-est du pays et compte une population de 1 117 201 habitants en 2020. Le chef-lieu du Limbourg est Maastricht. Les principales villes incluent Heerlen, Maastricht, Ruremonde, Sittard-Geleen, Vaals, Fauquemont-sur-Gueule, Venlo et Weert.
Le commissaire du Roi de la province est officieusement dénommé « gouverneur », cas unique aux Pays-Bas.

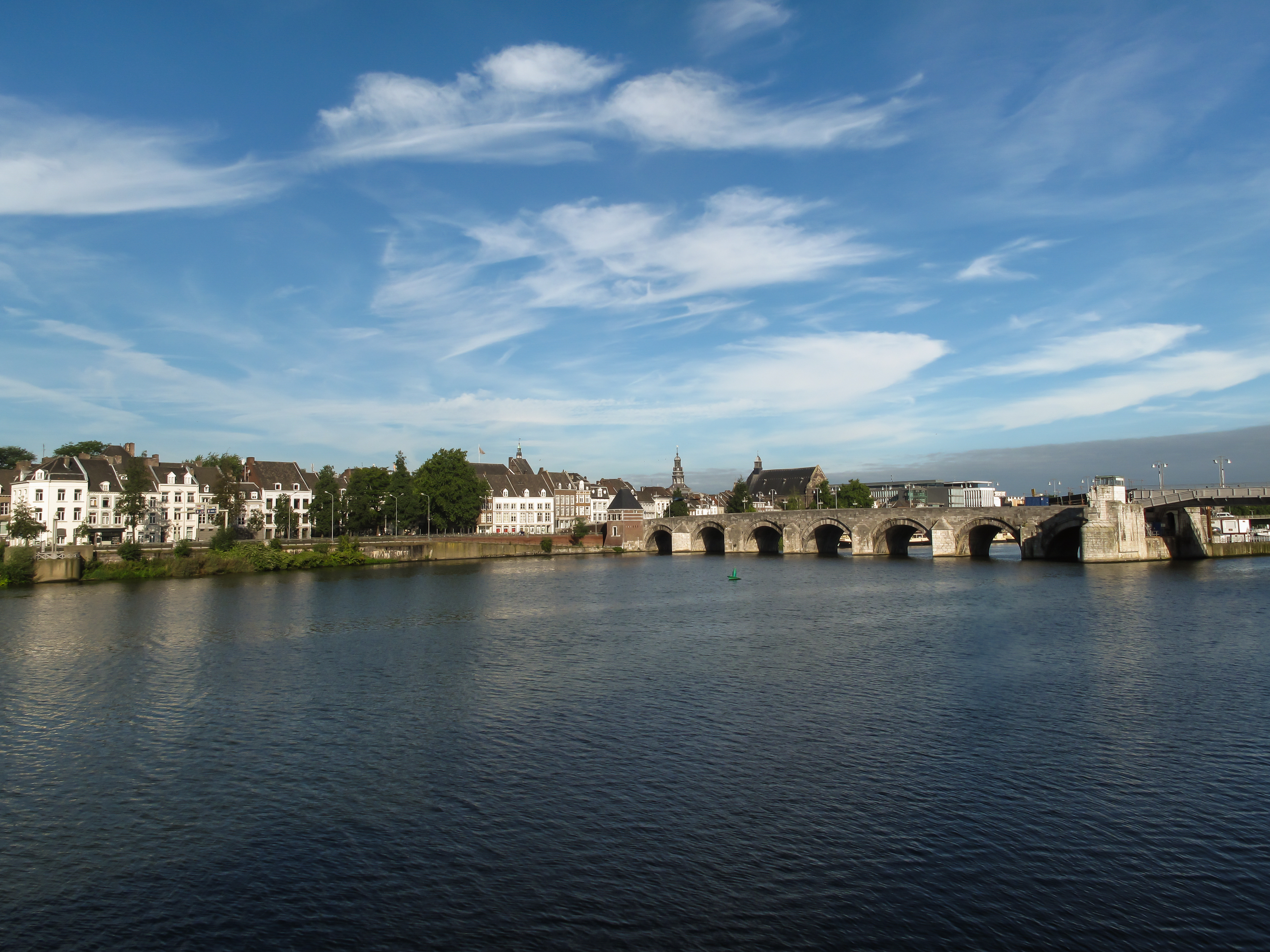
Vue sur la Meuse et le pont médiéval Saint-Servais à Maastricht, la capitale du Limbourg

## Géographie
Le sud de la province est particulièrement vallonné. On y trouve le point le plus élevé des Pays-Bas, le Vaalserberg culminant à 321 mètres d'altitude. Dans le reste de la province, le sol est constitué principalement de sable parmi d'autres alluvions. Le fleuve le plus important, la Meuse, traverse la province du sud au nord, et donne son nom à sa capitale, Maastricht (en latin Mosæ trajectum « traversée [pont ou gué] de la Meuse » sur la chaussée romaine de Bavay à Cologne).
Dans le passé, on extrayait en Limbourg de la tourbe, du gravier et du charbon. La métallurgie y était active et renommée.

## Histoire
Du point de vue politique, le Limbourg était traditionnellement très divisé, comme en témoigne aujourd'hui la grande variété de dialectes qui y sont parlés : chaque commune a son propre dialecte, avec parfois de grandes différences à l'intérieur d'une même commune (par exemple à Venlo). En 1815, lors de la formation du nouveau royaume uni des Pays-Bas (couvrant également l'actuelle Belgique), une des provinces (constituée des actuelles provinces belge et néerlandaise de Limbourg) reçut le nom de Limbourg. Ce nom remonte au vieux duché de Limbourg, qui couvrait une partie du triangle Maastricht-Aix-la-Chapelle-Liège et exista jusqu'en 1648. Le nom de Limbourg est donné à cette province, bien qu'elle ne comprenne que quelques kilomètres carrés de l'ancien duché de Limbourg, à la demande expresse de Guillaume Ier, qui ne voulait pas voir disparaître ce nom prestigieux. C'est ainsi que trois provinces du Benelux d'aujourd'hui (les deux Limbourgs et le Luxembourg belge) sont nommées d'après des villes ne s'y trouvant pas.
Le territoire en lui-même de la province était constitué grosso modo : de la partie thioise (néerlandophone) de la principauté de Liège (le nord du quartier de Hesbaye c-à-d. Tongres) et les quartiers de Looz et de Horn), de la partie thioise du duché de Limbourg, et de l'exclave méridionale du duché de Gueldre.
Lors de la séparation des Pays-Bas et de la Belgique en 1830, l'ensemble de cette province de Limbourg fut rattachée à la Belgique, à l'exception de la forteresse de Maastricht, qui restait aux mains des troupes néerlandaises. Cependant, les Protocoles de Londres, puis le Traité des XXIV articles accordaient aux Pays-Bas une partie de cette province : les territoires situés au-delà de la Meuse et Maastricht. Comme le roi Guillaume refusait de ratifier le traité, l'ensemble de la province resta administré par la Belgique jusqu'en 1839. Elle fut alors divisée en une province néerlandaise et une province belge, qui comprenait les anciens quartiers de Hesbaye et de Looz. Le différend frontalier ne fut réglé qu'avec le traité de Maastricht (1843). Jusqu'en 1866, le Limbourg néerlandais fit partie de la Confédération germanique (Deutscher Bund) sous le nom de « duché du Limbourg » (ceci pour compenser la perte par la confédération d'une partie du grand-duché de Luxembourg, rattaché à la Belgique). Les habitants de la Province continuent à employer le titre de duché jusqu'en 1906. Une autre particularité limbourgeoise persiste jusqu'à aujourd'hui : le « commissaire du Roi » s'y appelle le « gouverneur ».

## Démographie
| Année (au 31 déc.) | 1960    | 1970      | 1980      | 1990      | 2000      | 2012      | 2013      |
| ------------------ | ------- | --------- | --------- | --------- | --------- | --------- | --------- |
| Population         | 894 340 | 1 012 357 | 1 073 403 | 1 109 838 | 1 142 679 | 1 121 891 | 1 120 006 |

## Limbourgeois connus
- Peter Debye (1884-1966) - physicien et chimiste (physico-chimiste)
- Eugène Dubois (1858-1940) - anatomiste
- Andre Rieu (1949) - violoniste et chef d'orchestre
- Peter Winnen (1957) - cycliste
- Simone Simons (1985) - chanteuse
- Tom Dumoulin (1990) - cycliste